# David Torrence
David Torrence (* 17. Januar 1864 in Edinburgh, Schottland als David Bryce Thomson; † 26. Dezember 1951 in Los Angeles, Kalifornien) war ein britischer Schauspieler.

## Leben und Karriere

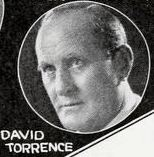
David Torrence (1922)

David Torrence wurde als zweites von elf Kindern geboren. Sein genaues Geburtsdatum ist umstritten, am wahrscheinlichsten ist jedoch das Jahr 1864. Sein jüngerer Bruder Ernest Torrence sollte in den 1920er-Jahren zu einem berühmten Charakterdarsteller werden. David wuchs in Deutschland und England auf. Er begann seine Karriere als Theaterschauspieler und gab sein Filmdebüt 1913 im mittleren Alter in einer frühen Version des Gefangenen von Zenda sowie an der Seite des Theaterstars Minnie Maddern Fiske im Drama Tess of the D'Urbervilles. Diese zwei Filmauftritte blieben bis 1921 seine einzigen, da er in der Zwischenzeit am Broadway auftrat und zeitweise eine Ranch in Mexiko betrieb. Er setzte seine Filmkarriere 1921 fort und stand in den 1920er- und 1930er-Jahren regelmäßig vor der Kamera, sodass er es auf über 100 Filmauftritte brachte.
Während der Stummfilmära übernahm David Torrence teilweise Hauptrollen, dennoch ist er für seine Tonfilmauftritte heute weitaus bekannter. Während sein Bruder Ernest meistens raue und brutale Schurken spielte, verkörperte David meist würdevollere und angesehenere Autoritätsfiguren wie Anwälte, Richter, Geschäftsmänner, Bankiere und Politiker. Dennoch waren viele seiner Figuren ebenfalls unsympathisch und zeichneten sich häufig durch Strenge und Humorlosigkeit aus. Im oscarprämierten Drama Disraeli (1929) spielte er etwa den antisemitischen Chef der englischen Bank, in Friedrich Wilhelm Murnaus Unser täglich Brot (1930) gab er den herrischen Vater einer Farmersfamilie. Seine heute wohl bekanntesten Auftritte hatte David Torrence 1935 in den Abenteuerfilmen Meuterei auf der Bounty und Unter Piratenflagge, sowie in der Laurel-und-Hardy-Komödie Wir sind vom schottischen Infanterie-Regiment, in der er einen Testamentsverwalter verkörperte. Zu dieser Zeit wurden seine Rollen zunehmend kleiner, auch wenn sie meist noch im Abspann erwähnt wurden.
1939 zog sich Torrence aus dem Filmgeschäft zurück. David Torrence verstarb im Alter von 87 Jahren in Los Angeles und wurde auf dem Inglewood Park Cemetery begraben. Er besitzt einen Stern für seine Filmarbeit auf dem Hollywood Walk of Fame.

## Filmografie (Auswahl)
- 1913: Der Gefangene von Zenda  (The Prisoner of Zenda)
- 1922: Tess of the Storm Country
- 1922: Sherlock Holmes
- 1925: The Mystic
- 1925: The Tower of Lies
- 1926: Sensation im Zirkus (The Third Degree)
- 1927: Annie Laurie – Ein Heldenlied vom Hochland (Annie Laurie)
- 1929: Die schwarze Garde (The Black Watch)
- 1929: Disraeli
- 1929: Hearts in Exile
- 1930: Raffles
- 1930: Unser täglich Brot (City Girl)
- 1932: Die Maske des Fu-Manchu (The Mask of Fu Manchu)
- 1932: Rettender Ruin (A Successful Calamity)
- 1933: Voltaire
- 1933: Berkeley Square
- 1933: Königin Christine (Queen Christina)
- 1934: Mandalay
- 1934: Charlie Chan in London
- 1934: Jane Eyre
- 1935: Wir sind vom schottischen Infanterie-Regiment (Bonnie Scotland)
- 1935: Meuterei auf der Bounty (Mutiny on the Bounty)
- 1935: Unter Piratenflagge (Captain Blood)
- 1936: Maria von Schottland (Mary of Scotland)
- 1936: Fünflinge (The Country Doctor)
- 1936: Geliebter Rebell (Beloved Enemy)
- 1937: In den Fesseln von Shangri-La (Lost Horizon)
- 1939: Stanley und Livingstone (Stanley and Livingstone)
- 1939: Herrscher der Meere (Rulers of the Sea)